# Fénelon François Germain Passaga
Germain Passaga, né Fénelon François Germain Passaga, le 3 octobre 1863 à Angers et mort le 14 septembre 1939 à Rennes, est un général français de la Première Guerre mondiale, grand-croix de la Légion d'honneur et médaillé militaire.

## Biographie

### Formation
Fils d'un garde d'artillerie, Germain Passaga intègre l’École spéciale militaire de Saint-Cyr en 1883, promotion de Madagascar. 

### Premières affectations
À sa sortie en 1885, il opte pour l’infanterie de marine et sert en Indochine, au Sénégal, au Dahomey, en Algérie et en Guinée. 
Lieutenant en 1888 puis capitaine en 1892, il rejoint l’infanterie métropolitaine en 1898. 
Il est admis à l'École supérieure de Guerre en septembre 1900. Il est promu Chef de bataillon en 1903 puis lieutenant-colonel en 1910.

### Première Guerre mondiale
Il est promu colonel commandant la 38e brigade d'infanterie le 7 septembre 1914. Il passe général de brigade en février 1916, puis général de division en novembre (nomination temporaire entérinée à titre définitif le 26 juin 1918), où il commande la 133e division d'infanterie.
Du 19 décembre 1916 au 17 juin 1919, il commande le 32e corps d'armée, notamment pendant la seconde bataille offensive de Verdun.

### Après-guerre
Il termine sa carrière à la tête du 10e corps d'armée, à Rennes. 
Le général Passaga meurt le 14 septembre 1939 à Rennes. Il est inhumé à Montfort-sur-Meu (Ille-et-Vilaine).

## Publications
- Réalité (1909)
- Verdun dans la tourmente. Le Calvaire de Verdun (1920)

- Prix Montyon 1930 de l'Académie française
- Le Combat-Ce que nous a appris la guerre. Méthode d'enseignement pratique (1925)
- Le Calvaire de Verdun. Les Américains autour de Verdun (1927)

## Décorations
- Médaille militaire (6 juillet 1929)[2]

(Nota : la médaille militaire se porte en avant la LH pour les officiers généraux ayant commandé au front, attention selon La Grande Chancellerie aucun texte officiel n'existe et il s'agit d'une simple habitude)
- Grand-croix de la Légion d'honneur (décret du 22 décembre 1925)

## Hommages
Une avenue porte son nom à Forbach en Moselle, où son passage avec revue des troupes, le 22 novembre 1918, marqua la fin de 48 années d'annexion à l'Allemagne.
Une rue porte son nom sur la commune de Noirmoutier (Vendée), La rue du général Passaga, en hommage à ses parents.  Sa mère, née à Noirmoutier, exerce le métier de dentellière tandis que son père est un garde d'artillerie. Ses parents se sont mariés à Noirmoutier. Son père, Joseph Jacques Passaga, garde Principal d’Artillerie (1813-1873), et sa femme Joséphine Victoire Dabos épouse Passaga (1835-1880) sont inhumés au cimetière Saint-Michel à Noirmoutier.

## Sources
- « Cote LH/2062/45 », base Léonore, ministère français de la Culture